# Duarte Barbosa
Duarte Barbosa (in italiano, desueto, Odoardo Barbosa) (Lisbona, 1480 – Filippine, 1º maggio 1521) è stato un esploratore e scrittore portoghese nonché ufficiale dell'India portoghese tra il 1500 ed il 1516.
Fu scrivano in una stazione di posta a Kannur (Cannanore), ed interprete della lingua locale, il malayalam. Barbosa scrisse, probabilmente tra il 1516 e il 1518, il Livro de Duarte Barbosa (Libro di Duarte Barbosa, anche menzionato come Libro di Odoardo Barbosa), uno dei primi esemplari di letteratura di viaggio portoghese. Nel 1519 Barbosa si imbarcò per la prima circumnavigazione del mondo guidata dal cognato Ferdinando Magellano. Morì nel 1521 nel corso della battaglia di Mactan sull'isola di Cebu nelle Filippine.

## Gioventù
Il padre di Barbosa fu Diogo Barbosa. Diogo fu un servitore di Alvaro di Braganza e nel 1501 si trasferì in India diventando socio di Álvaro, Bartolomeo Marchionni e della 3ª Armada Indiana Portoghese (capitanata da João da Nova). Mentre Diogo era in trasferta, Barbosa viveva a Kochi con lo zio Gonçalo Gil Barbosa, il quale lavorava come fattore. In precedenza Gonçalo aveva navigato nel 1500 con la flotta di Pedro Álvares Cabral.

## Carriera
Nel 1502 Gonçalo venne trasferito a Kannur e Barbosa lo seguì. Barbosa imparò la lingua malayalam, l'idioma locale. Nel 1503 Barbosa fu interprete per l'intermediario tra Alfonso de Albuquerque ed il Raja di Cannanore. Nel 1513 Barbosa firmò una lettera indirizzata a re Manuele I del Portogallo come impiegato di Cannanore, affermando di essere capo-impiegato, e l'anno dopo (1514) Alfonso de Albuquerque utilizzò la posizione di Barbosa come interprete per tentare di convertire il re di Kochi.

## Libro di Duarte Barbosa
Nel 1515 Albuquerque inviò Barbosa a Kozhikode per supervisionare la costruzione di due navi che avrebbero dovuto partecipare alla spedizione nel Mar Rosso organizzata dal nuovo governatore. Barbosa fece ritorno in Portogallo dove completò la propria opera, il Libro di Duarte Barbosa. Secondo quanto scritto nella prefazione dallo scrittore italiano Giovanni Battista Ramusio, Barbosa completò il manoscritto nel 1516 con una dettagliata descrizione delle culture straniere. Precedentemente noto solo grazie alla testimonianza di Ramusio, il manoscritto originale fu scoperto e pubblicato all'inizio del XIX secolo a Lisbona, in Portogallo.

## Circumnavigazione con Magellano
Scontento per la propria posizione, Barbosa partecipò a numerose riunioni a Siviglia in Spagna meridionale. Diogo seguì Alvaro di Braganza in esilio a Siviglia dove Álvaro era diventato sindaco. Diego divenne governatore del castello di Siviglia. Nel 1516 Ferdinando Magellano si trasferì a Siviglia e divenne amico di Diogo. Dopo poco tempo Magellano sposò la sorella di Barbosa, Beatriz, rafforzando il legame tra le famiglie Barbosa e Magalhães.
Il 10 agosto 1519 Duarte Barbosa salpò da Siviglia per effettuare con Magellano la prima circumnavigazione del globo con l'amico Juan Serrano. La curiosità lo portò ad abbandonare la spedizione numerose volte durante il viaggio, godendo la compagnia degli abitanti del posto, causando l'irritazione di Magellano, il quale giunse addirittura ad arrestarlo. Il 2 aprile 1520, comunque, l'aiuto di Duarte Barbosa fu cruciale nel sedare una sommossa a Puerto San Julián (Argentina), e successivamente Barbosa divenne capitano della Victoria. Secondo il racconto di Antonio Pigafetta, dopo la morte di Magellano avvenuta il 21 aprile 1521 nella battaglia di Mactan (Filippine), Barbosa fu uno dei pochi sopravvissuti e fu nominato co-comandante della spedizione con Juan Serrano. Barbosa tentò di recuperare il corpo di Magellano ma non ebbe successo. Tentò di far sbarcare Enrique di Malacca, ma dovette desistere. Secondo il testamento di Magellano, uno tra Duarte Barbosa e Juan Serrano minacciò di schiavizzare Enrique al servizio della vedova di Magellano. La paura di Enrique viene considerata la motivazione che lo portò a cospirare con il raja Humabon. Il 1º maggio 1521 furono tutti invitati dal raja ad un banchetto sulla costa nei presi di Cebu, in modo da ricevere un dono per il re di Spagna. Qui Barbosa e molti altri furono uccisi. Juan Serrano fu catturato dai nativi i quali volevano scambiarlo con delle armi, ma fu abbandonato e fu salvato dal pilota João Carvalho. Enrique scomparse.